# Enneapogon virens
Enneapogon virens är en gräsart som först beskrevs av John Lindley, och fick sitt nu gällande namn av Kakudidi. Enneapogon virens ingår i släktet Enneapogon och familjen gräs. Inga underarter finns listade i Catalogue of Life.